# Пощекочи меня
«Пощекочи меня» (англ. Tickle Me) — музыкальная комедия-вестерн 1965 года с участием Элвиса Пресли в главной роли. Это единственный фильм Элвиса, выпущенный кинокомпанией Allied Artists Pictures Corporation.
В начале 1980-х годов компания Allied Artists Pictures Corporation выпустила фильм ограниченным тиражом для домашнего видео в формате VHS. В 1985, 1987 и 1992 годах фильм был переиздан компаниями CBS/Fox. Летом 2007 года фильм был впервые выпущен в формате DVD в широкоэкранном формате.

## Сюжет
Странствующий певец и постоянный участник родео Лонни Бил (Пресли) решает подзаработать до начала родео инструктором по выездке на ранчо Веры Редфорд (Джули Адамс). Как оказывается, этим ранчо заправляют исключительно женщины. Спустя время Лонни узнаёт, что у одной из них есть загадочное письмо, в котором указан путь к сокровищам города Сильверадо.

## В ролях
- Элвис Пресли — Лонни Бил
- Джули Адамс — Вера Рэдфорд
- Жослин Лэйн — Пэм Меритт
- Джек Муллани — Стэнли Поттер
- Мерри Андерс — Естелл Пенфилд
- Билл Уильямс — Шериф Джон Стюрдвиэнт
- Эдвард Фолкнер — Бред Бентли
- Конни Гилкрист — Хильда — Мэсьюс
- Барбара Верле — Барбара
- Джон Дэннис — Адольф-Шеф
- Грэйди Саттон — Мр. Дабни
- Эллисон Хэйс — Мэйбел
- Инес Педроза — Офелия
- Лилиан Шовин — Ронни
- Анжела Грин — Донна
- Франсин Йорк — Милдред (в титрах не указана)

## Саундтрек
Саундтрек этого фильма целиком состоит из песен ранее записанных альбомов «Elvis Is Back!» и «Pot Luck» и этот факт крайне положительно сказался на качестве представленной музыки.
В 2005 году Sony/BMG (владелец каталога RCA) выпустил музыкальный альбом с записями из фильма «Пощекочи меня», выпущенный под лейблом Follow That Dream. На диске представлено 9 песен из фильма, плюс 5 дополнительных песен. Ранее, в 2002 году, английская компания «Castle Records» выпустила коллекционную виниловую пластинку в комплекте с буклетом и фотографиями, которые, возможно, побудили компанию Sony/BMG к выпуску официальной версии компакт-диска три года спустя. Компакт-диск был выпущен в 7-дюймовом формате в комплекте с цветными фотографиями, надписью на обложке диска и памятными вещами.
Единственной коллекционной редкостью на компакт-диске 2005 года, стала песня — 'I’m Yours' (undubbed single Master), которая не выпускалась в формате стерео до 2005 года.

### Состав музыкантов
- Элвис Пресли — вокал
- The Jordanaires — бэк-вокалы
- Хэнк Гарланд, Скотти Мур — гитара
- Боб Мур — бас-гитара
- Флойд Крамер — фортепиано
- Доминик Фонтана — барабаны

### Список композиций
1. «Long Lonely Highway» — (Док Помус, Морт Шуман)
2. «It Feels So Right» — (Фред Вайз, Бен Вейсман)
3. «(Such An) Easy Question» — (Отис Блэквелл, Винфилд Скотти)
4. «I’m Yours» — (Дон Робертсон и Хэл Блер)

Выпуск на EP:
1. «I Feel That I’ve Known You Forever» — (Док Помус, Алан Джеффрис)
2. «Slowly But Surely» — (Бен Вейсман, Сид Мэйн)
3. «Night Rider» — (Док Помус, Морт Шуман)
4. «Put The Blame On Me» — (Кэй Твуми, Фред Вайз, Норман Блэгмен)
5. «Dirty, Dirty Feeling» — (Джерри Лейбер и Майк Столлер)

Выпуск компакт-диска (2005):
Трек-лист:
1. I Feel That I’ve Known You Forever
2. Slowly But Surely
3. Night Rider
4. Put The Blame On Me
5. Dirty, Dirty Feeling
6. It Feels So Right
7. Easy Question
8. Long Lonely Highway (Single Master)
9. I’m Yours (Undubbed Single Master)
10. Something Blue
11. Make Me Know It
12. Just For Old Time Sake
13. Gonna Get Back Home Somehow
14. There’s Always Me
15. Allied Artists' Radio Trailer (Version 1)
16. Slowly But Surely (Take 1)
17. It Feels So Right (Take 2)
18. I’m Yours (LP Master)
19. Long Lonely Highway (LP Master)
20. I Feel That I’ve Known You Forever (Take 3)
21. Night Rider (Take 5)
22. Dirty, Dirty Feeling (Take 1)
23. Put The Blame On Me (Take 1 & 2)
24. (Such An) Easy Question
25. Allied Artists' Radio Trailer (Version 2)

## Даты премьер
Даты приведены в соответствии с данными kinopoisk.ru.
- США — 30 июня 1965
- Великобритания — 5 июля 1965
- Швеция — 23 августа 1965
- Дания — 18 октября 1965
- Финляндия — 3 декабря 1965
- Германия — 27 января 1966
- США — 3 августа 2006 (Премьера на DVD)

## Слоган фильма
«It’s Elvis! And it’s Fun! Way Out Wild and Wooly! It’s s-p-o-o-k-y! Full of Joy and Jive!»

## Критика
The Hollywood Reporter дал фильму оценку «чуть выше среднего в своём классе». Журнал Variety отметил, что при всей бесплотности сценария фильм позволил певцу с успехом исполнить девять песен со своих прошлых альбомов.
По мнению сайта «Спроси Алену», фильм «Пощекочи меня» является самым слабым фильмом Элвиса, тем не менее спасшим студию Allied Artists Pictures Corporation от финансового краха.

### Рецензии наDVD
- Элвис — Голливудская коллекция (Целующиеся кузены/Девушка счастлива/Пощекочи меня/Вали отсюда, Джо/Немного жизни, немного любви/Чарро!) Архивная копия от 11 октября 2007 на Wayback Machine Рецензия Стюарта Гелбрейта IV на сайте DVD Talk Архивная копия от 31 мая 2009 на Wayback Machine, 11 сентября, 2007. (англ.)
- Рецензия Архивная копия от 20 июня 2008 на Wayback Machine DSH на сайте The DVD Journal Архивная копия от 5 января 2013 на Wayback Machine. (англ.)